# 宇津野站
宇津野站（日语：／ Utsuno eki */?）是位於岩手縣下閉伊郡岩泉町大川，日本國有鐵道的小本線車站（廢站）。隨著小本線此站至淺內站之間開通，此站於1957年（昭和32年）5月16日廢除。

## 概要
此站是小本線時代存在的車站。在還未延伸至淺內站前，此站暫時成為終點站。在岩泉線時代（車站已廢除的時代），車站遺址變成空地。前往岩泉的列車在通過押角隧道後的左方可看空地，該處便是車站遺址。車站與國道340號之間設有木製橋樑。

## 歷史
- 1947年（昭和22年）11月25日 - 小本線押角至此站之間開通，此站啟用[1][2]。
- 1948年（昭和23年）11月26日 - 熱帶風暴伊歐吹襲下（風災加水災）使小本線全線不能通行，此站暫停營業[1]。
- 1949年（昭和24年）3月5日 - 路線重開，車站重開[1]。
- 1957年（昭和32年）5月16日 - 隨著路線延伸至淺內，此站廢除[3]。
  - 但是在廢止當日後，部分列車還會停靠該站[4]。

## 車站構造
截至車站廢除前，此站是地面車站，設有1面1線的單式月台。在1990年代後旬前，還有木製車站大樓，該處被利用為維護路軌的等候室。

## 車站周邊
宇津野村落位於國道和河流的對面。另外，車站入口設有廢屋。
- 押角峠（日语：押角峠）
- 押角隧道（日语：押角トンネル）

## 其他
在2010年（平成22年）7月31日，岩泉線發生土石流事故。處理事故中，已損壞的車輛在此站運走。在這個事故中，岩泉線不能通行，車輛在國道340號上行走時，需要經過險要之地「押角峠」，也需要較多時間。另一方面，由於預計岩泉線重開需時，因此有意思認為應該把此站重開，行走茂市至宇津野之間，但是JR東日本方面表示需要調査該區間是否能夠實施提供服務，因此很難實現。最後並沒有得到實現，並於2014年4月1日起，全線被廢除。

## 相鄰車站
日本國有鐵道（國鐵）
小本線
押角－宇津野

## 注腳
1. 1 2 3 4 5 6 7  曾根悟（監修）. 朝日新聞出版分冊百科編集部（編集） , 编. . 週刊朝日百科. 21号 釜石線・山田線・岩泉線・北上線・八戸線. 朝日新聞出版. 2009-12-06: 21 （日语）.
2. ↑  「運輸省告示第299号」《官報》1947年11月20日（日語）（國立國會圖書館數碼化收藏）
3. ↑  今尾惠介《日本鉄道旅行地図帳 2号 東北》新潮社，2008年，p.37
4. ↑  在三宅俊彥《廃線終着駅を訪ねる〜国鉄・JR編》（JTB出版，2010年）中。記載了由盛岡鐵道管理局發行的時間表，在1958年10月時間表修正至1968年10月時間表修正之間，部分客運和貨運列車停靠該站。
5. ↑  土砂崩れで列車脱線＝乗客ら3人が軽傷―岩手・JR岩泉線[]（日語） - asahi.com，2010年7月31日
6. ↑  JR岩泉線に係る状況報告会を開催（日語） - JR岩泉線重開應援網站，2010年12月21日

## 外部連結
- 廢站3題　宇津野、野內、上目名 （页面存档备份，存于）（日語） - 新潮社